# Инфекционные заболевания
Инфекцио́нные заболева́ния — группа заболеваний, вызываемых проникновением в организм патогенных (болезнетворных) микроорганизмов, вирусов и прионов. Для того, чтобы патогенный микроб вызвал инфекционное заболевание, он должен обладать вирулентностью (ядовитостью; лат. virus — яд), то есть способностью преодолевать сопротивляемость организма и проявлять токсическое действие. Одни патогенные агенты вызывают отравление организма выделяемыми ими в процессе жизнедеятельности экзотоксинами (столбняк, дифтерия), другие — освобождают токсины (эндотоксины) при разрушении своих тел (холера, брюшной тиф).
Одной из особенностей инфекционных заболеваний является наличие инкубационного периода, то есть периода от момента заражения до появления первых клинических признаков. Длительность этого периода зависит от способа заражения и вида возбудителя и может длиться от нескольких часов до нескольких лет (последнее встречается редко). Место проникновения микроорганизмов в организм называют входными воротами инфекции. Для каждого вида заболевания имеются свои входные ворота, так, например, холерный вибрион проникает в организм через рот и не способен проникать через кожу.
Инфекционные болезни — также дисциплина медицины занимающаяся инфекционными заболеваниями.

## Классификация
Существует большое количество классификаций инфекционных заболеваний. Наиболее широко используется классификация инфекционных заболеваний Л. В. Громашевского:
- кишечные (холера, дизентерия, брюшной тиф, сальмонеллёз, эшерихиоз);
- дыхательных путей (грипп, туберкулёз, дифтерия, аденовирусная инфекция, коклюш, корь, ветряная оспа);
- «кровяные» (малярия, ВИЧ-инфекция);
- наружных покровов (сибирская язва, столбняк);
- с различными механизмами передачи (энтеровирусная инфекция).

## Эпидемиология
В следующей таблице перечислены инфекционные заболевания, от которых, по данным ВОЗ, в 2002 году умерло более 100 000 человек. Для сравнения приведены данные 1993 года.
| Место | Причина смерти                       | Умерло в 2002 году, млн. | % всех смертей | Умерло в 1993 году, млн. | Место в 1993 |
| --- | ------------------------------------ | ------------------------ | -------------- | ------------------------ | ------------ |
| N/A | Все инфекционные заболевания         | 14,7                     | 25,9 %         | 16,4                     | 32,2 %       |
| 1 | Заболевания нижних дыхательных путей | 3,9                      | 6,9 %          | 4,1                      | 1            |
| 2 | ВИЧ/СПИД                             | 2,8                      | 4,9 %          | 0,7                      | 7            |
| 3 | Кишечные заболевания                 | 1,8                      | 3,2 %          | 3,0                      | 2            |
| 4 | Туберкулёз                           | 1,6                      | 2,7 %          | 2,7                      | 3            |
| 5 | Малярия                              | 1,3                      | 2,2 %          | 2,0                      | 4            |
| 6 | Корь                                 | 0,6                      | 1,1 %          | 1,1                      | 5            |
| 7 | Коклюш                               | 0,29                     | 0,5 %          | 0,36                     | 7            |
| 8 | Столбняк                             | 0,21                     | 0,4 %          | 0,15                     | 12           |
| 9 | Менингококковая инфекция             | 0,17                     | 0,3 %          | 0,25                     | 8            |
| 10 | Сифилис                              | 0,16                     | 0,3 %          | 0,19                     | 11           |
| 11 | Гепатит B                            | 0,10                     | 0,2 %          | 0,93                     | 6            |
| 12-17 | Тропические болезни (6)              | 0.13                     | 0,2 %          | 0,53                     | 9, 10, 16-18 |
| Примечание: Другими причинами являются материнская и младенческая смертность(5,2 %), недостаточное питание (0,9 %), неинфекционные заболевания (58,8 %), и травмы (9,1 %). |                                      |                          |                |                          |              |

Лидируют по числу смертей ВИЧ/СПИД, туберкулёз и малярия. Показатель смертности практически по всем нозологическим единицам снизился, однако у СПИДа этот показатель возрос в 4 раза. Детские инфекционные болезни включают в себя краснуху, коклюш, полиомиелит, дифтерию, корь и столбняк, а также высокий процент заболеваний нижних дыхательных путей и кишечных заболеваний.

### Исторические пандемии
Пандемия (или мировая эпидемия) — заболевание, которое поражает население обширной территории земного шара.
- Юстинианова чума с 541 по 750 год убила от 50 % до 60 % населения Европы[12].
- Чёрная смерть 1347—1352 годов убила 25 миллионов человек в Европе в течение пяти лет. В XIV веке чума сократила население Старого света с около 450 миллионов до 350—375 миллионов человек.
- Занос оспы, кори и тифа на территорию Центральной и Южной Америки европейскими исследователями в XV и XVI веках стали причиной пандемий среди аборигенного населения. Между 1518 и 1568 годами пандемии заболеваний привели к уменьшению населения Мексики с 20 до 3 миллионов человек[13].
- Первая эпидемия гриппа в Европе произошла между 1556 и 1560 годами. Летальность составила 20 %[13].
- Натуральная оспа убила около 60 миллионов европейцев в XVIII веке[14].
- В XIX веке туберкулёз убил около одной четверти взрослого населения Европы[15].
- Пандемия гриппа 1918 года (или испанка) убила 25—50 миллионов человек (около 2 % населения мира)[16].
- Пандемия COVID-19.

## Профилактика
Профилактические меры:
- дезинсекция — уничтожение насекомых — потенциальных носителей инфекции (комаров, вшей);
- повышение сопротивляемости организма гигиеной и физкультурой;
- карантинные мероприятия;
- излечение источника инфекции.
- вакцинация — выработка иммунитета к определённым заболеванием, посредством введения антигена.

Карантин — это комплекс мероприятий по прекращению распространения инфекции. Сюда включается изоляция заболевших, дезинфекция места жительства, выявление контактировавших с больными, социальное дистанцирование, и так далее.